# チャールズ・フェアファクス (第7代フェアファクス子爵)
第7代フェアファクス子爵チャールズ・フェアファクス（英語: Charles Fairfax, 6th Viscount Fairfax、1665年4月25日洗礼 – 1719年1月6日）は、アイルランド貴族。

## 生涯
ニコラス・フェアファクス（Nicholas Fairfax、第2代フェアファクス子爵トマス・フェアファクスの息子）とエリザベス・デイヴィソン（Elizabeth Davison、1665年4月30日埋葬、サー・トマス・デイヴィソンの娘）の息子として生まれ、1665年4月25日にウォルトンで洗礼を受けた。
1715年10月23日に兄ニコラスの息子チャールズが死去すると、フェアファクス子爵の爵位を継承した。
1719年1月6日に生涯未婚のまま死去、父方の祖父トマスの弟ウィリアムの息子ウィリアムが爵位を継承した。